# Jay Electronica
Timothy Elpadaro Thedford (Nova Orleães, 19 de setembro de 1976), conhecido artisticamente como Jay Electronica, é um rapper e produtor musical norte-americano.